# Centrum Tel Awiwu
Centrum Tel Awiwu – osiedle mieszkaniowe w Tel Awiwie, znajdujące się na terenie Dzielnicy Trzeciej.

## Położenie

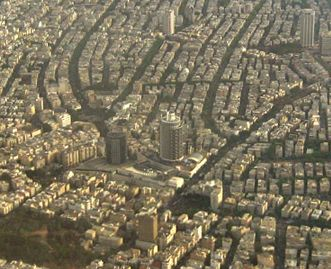
Widok z lotu ptaka na Tel Awiw – w centralnej części widoczne Centrum Dizengoffa

Osiedle leży na nadmorskiej równinie Szaron. Jest położone w zachodniej części aglomeracji miejskiej Tel Awiwu, na południe od rzeki Jarkon. Północną granicę osiedla stanowi ulica Sederot Ben Gurion, za którą jest osiedle Cafon Jaszan. Wschodnią granicę wyznacza ulica Ibn Gabirol, za którą jest osiedle Ha-Cafon ha-Chadasz. Na południu, za ulicami Bograshov i Ben-Syjon znajdują się osiedla Kerem ha-Temanim i Lew ha-Ir. Zachodnią granicę stanowi wybrzeże Morza Śródziemnego.

## Historia
Masowa imigracja Żydów pobudzonych ideami syjonizmu do Palestyny podczas Trzeciej Aliji (lata 1919–1923) spowodował gwałtowny wzrost liczebności populacji Tel Awiwu. Wzbudziło to niepokój władz miejskich. Z tego powodu Światowa Organizacja Syjonistyczna poprosiła znanego architekta Richarda Kaufmana do stworzenia projektu dalszego rozwoju miasta w kierunku północnym i wschodnim. Przedstawiony przez niego projekt przewidywał wytyczenie głównych dróg przebiegających z północy na południe, równolegle do brzegu morza, wzdłuż których powstałyby nowe osiedla mieszkaniowe.
W latach 20. XX wieku w południowej części tego obszaru powstało osiedle mieszkaniowe Nordijja (hebr. נורדיה). Mieszkało w nim kilkuset żydowskich imigrantów, którzy w maju 1921 uciekli z Jafy przed arabskimi zamieszkami. Pomocy udzieliła im Agencja Żydowska. W ten sposób zakupiono ziemię i wybudowano pierwsze niewielkie domy. W 1922 osiedle nazwano Nordijja, na cześć znanego działacza ruchu syjonistycznego, Max Nordau. W 1923 osiedle przyłączono do Tel Awiwu. Wielu najbiedniejszych mieszkańców tego osiedla nie mogło sobie pozwolić na kupno domu, i mieszkało w drewnianych chatach lub szałasach. Niektórzy z nich pracowali w winnicy bogatej arabskiej rodziny Hinawi. Z tego powodu, przez pewien czas istniały dwie nazwy tego osiedla, Nordijja i Hinawi.
W 1925 na zaproszenie Meir Dizengoffa do Tel Awiwu przyjechał architekt sir Patrick Geddes, który za zgodą brytyjskich władz mandatowych miał stworzyć plan rozwoju północnej części miasta. Przeprowadził on kompleksowe badania ówczesnej sytuacji gospodarczej, społecznej i demograficznej miasta, które liczyło wówczas 30 tys. mieszkańców. Zobowiązano go do przygotowania planu rozwoju miasta do populacji 100 tys. mieszkańców.

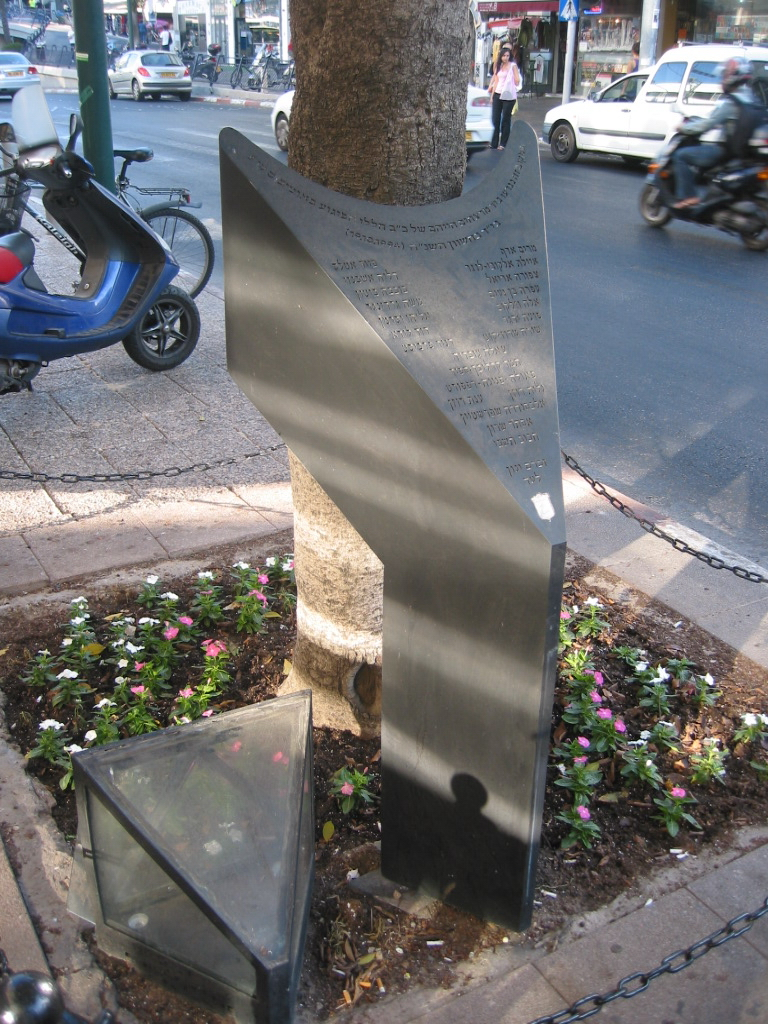
Pomnik w miejscu zamachu terrorystycznego na autobus linii nr 5

Geddes w swoim projekcie oparł się na wcześniejszych założeniach przedstawionych przez Kaufmana, jednak głównym wzorem była koncepcja miasta-ogrodu opracowana przez Ebenezera Howarda. Nowe dzielnice Tel Awiwu miały powstać jako osiedla oddalone od centrum miasta, charakteryzujące się niską, luźną zabudową, a przede wszystkim znacznym udziałem terenów zielonych (lasów, ogrodów, parków, itp.) w ogólnej powierzchni miasta. Plan przewidywał stworzenie siatki prostopadłych do siebie ulic, położonych równolegle do wybrzeża morza. W tę siatkę ulic miano wkomponować tereny zieleni oraz zabudowę miejską. Plan przyjęła w 1925 Rada Miejska pod przewodnictwem Meira Dizengoffa. Gdy w latach 30. realizowano projekt Patricka Geddes'a, w rejonie tym poprowadzono trzy ważne ulice: Dizengoffa, King George’a i Bograshova.

### Zamachy terrorystyczne
W osiedlu doszło do dwóch zamachów terrorystycznych zorganizowanych przez palestyńskich terrorystów-samobójców:
- 19 października 1994 o godzinie 9 rano, terrorysta z Hamasu wysadził się w autobusie linii nr 5 w odległości około 100 metrów na północ od Placu Dizengoff. Wybuch 20-kg materiału wybuchowego zabił 22 osoby i ranił 47 innych. Był to jeden z pierwszych zamachów samobójczych w Izraelu i wywołał on falę protestów. W miejscu zamachu wystawiono symboliczny pomnik z nazwiskami ofiar[1].
- 4 marca 1996 terrorysta z Hamasu wysadził się przy wejściu do Centrum Dizengoffa. Wybuch 20-kg materiałów wybuchowych zabił 13 osób i ranił 125 innych. Do zamachu doszło podczas Postu Estery przed świętem Purim, i wśród ofiar było wielu nastolatków. W miejscu zamachu wystawiono symboliczny pomnik z nazwiskami ofiar[2].

## Polityka
Przy ulicy Ben Guriona znajduje się biurowiec administracji inżynierii państwowej, a przy ulicy Ester Ha-Malka jest Ministerstwo Absorpcji Dystryktu Tel Awiw. Przy ulicy Reich jest biuro bezpieczeństwa socjalnego.

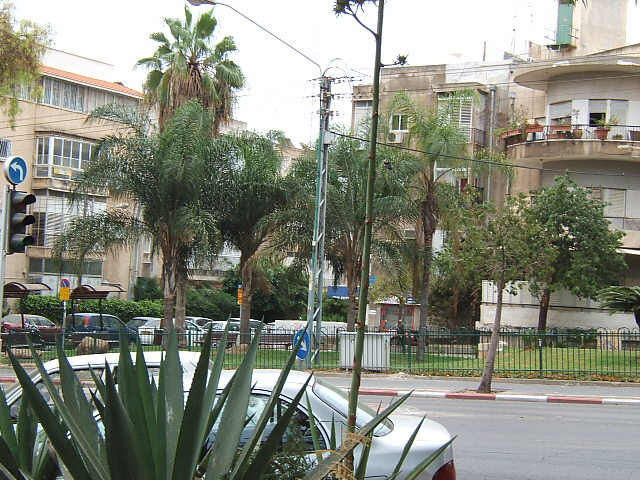
Typowa zabudowa przy ulicy Bograshov

W osiedlu mieszczą się liczne placówki dyplomatyczne. Na południe od mariny znajdują się ambasady Indii i Rosji, oraz konsulat Francji. Przy ulicy Jean Jaures jest ambasada Sri Lanki, natomiast w centralnej części, przy ulicy Gordona jest ambasada Nigerii. W jej pobliżu, przy ulicy Dizengoffa jest ambasada Białorusi, natomiast przy ulicy Pinskera jest konsulat Tajlandii. W Centrum Dizengoffa są ambasady Republiki Południowej Afryki, Słowenii i Cypru.

## Architektura

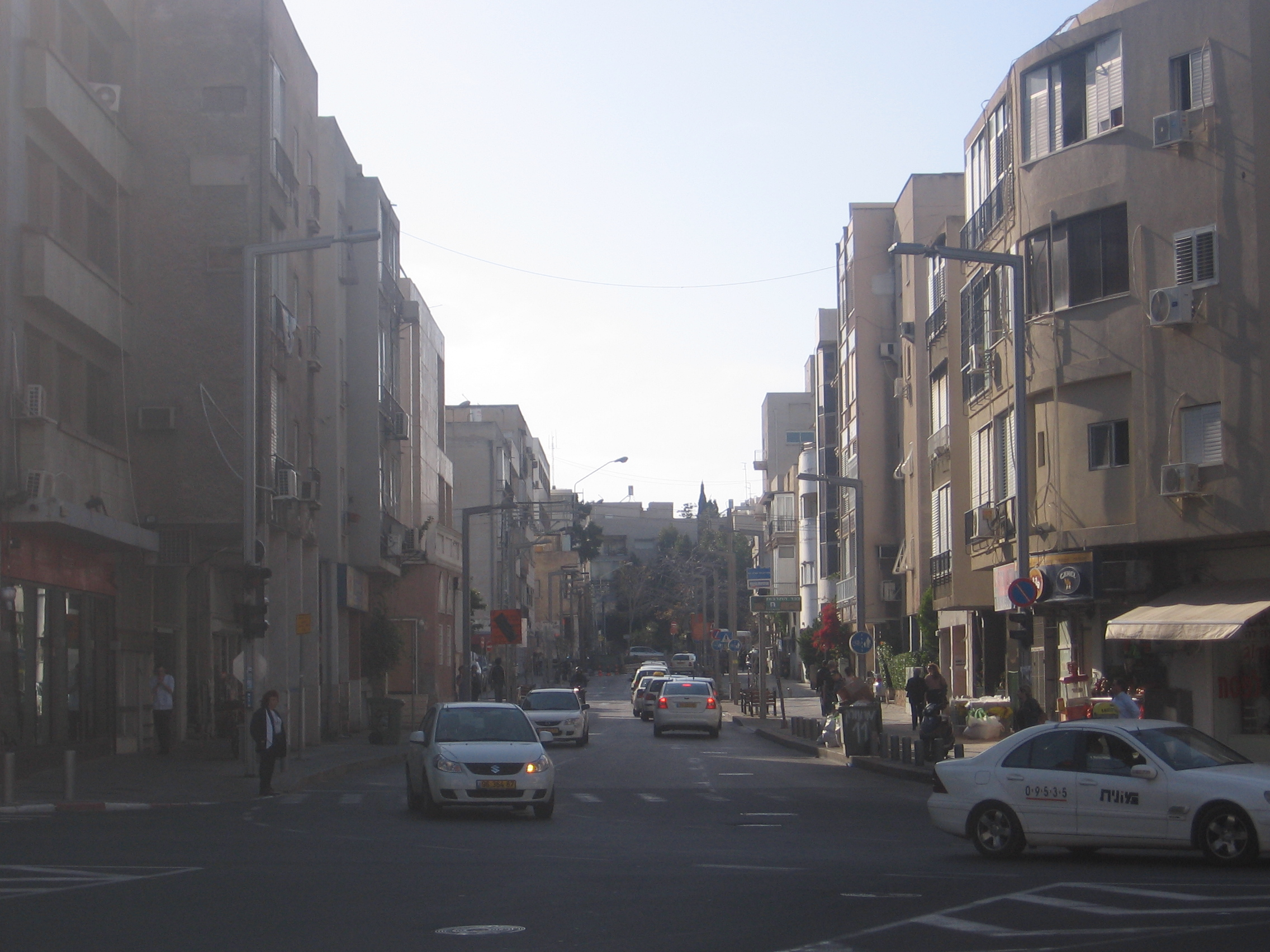
Typowa zabudowa przy ulicy Marmorek

Obszar osiedla stanowi gęsto zabudowy teren położony w zachodniej nadmorskiej części centrum miasta. Północną granicę osiedla wyznacza bulwar Ben Guriona, nazwana od założyciela państwa Izraela, Dawida Ben Guriona. Bulwar biegnie z zachodu na wschód, i zaczyna się na placu Namir i dociera do placu Rabina. Otoczenie bulwaru stanowią kamienice wybudowane w stylu międzynarodowym, które są chronione jako zespół miejski Białego Miasta Tel Awiwu. Po 1998 bulwar przeszedł rewitalizację i obecnie jest to popularne miejsce spędzania czasu, na którym jest dużo zieleni, kawiarni i różnych klubów.
Wzdłuż brzegu morza biegnie ulica HaYarkon, wzdłuż której wybudowano liczne luksusowe hotele, ambasady oraz biura podróży. Południową granicę osiedla wyznacza ulica Bograshov, która biegnie od położonego nad morzem placu Londynu do placu Michoels. Ulica Bograshov jest typową ulicą handlową, przy której jest położonych wiele małych sklepów. Za placem Michoelsa przechodzi ona w bulwar Ben-Cijjon, potem mija plac Orkiestry i jako ulica Marmorek dociera do skrzyżowania z ulicą Ibn Gabirol. Zachodnią granicę osiedla wyznacza ulica Ibn Gabirol, która od skrzyżowania z ulicami Marmorek i Jehuda Halevi, kieruje się na północ do placu Rabina.

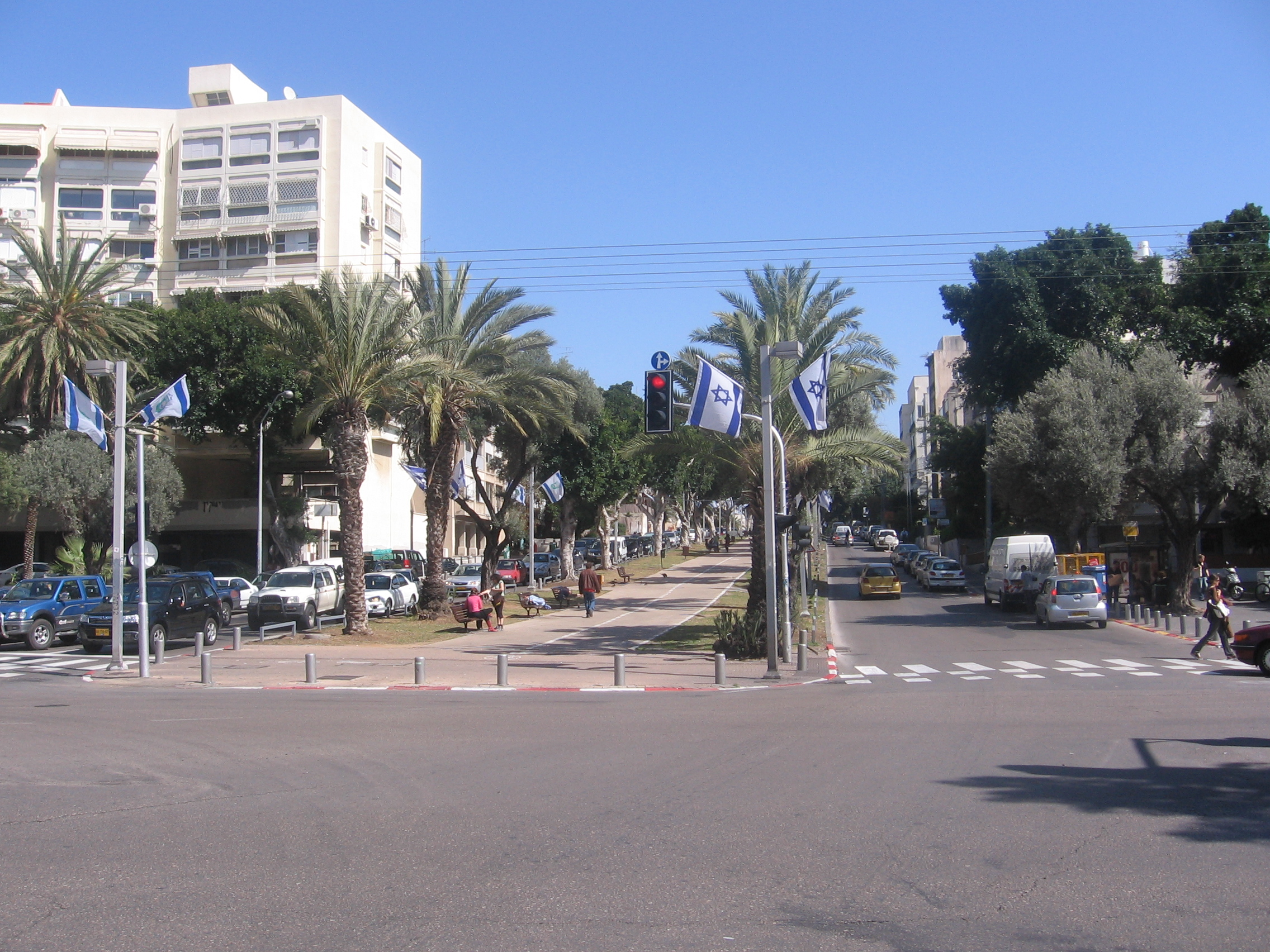
Widok na bulwar Ben-Cijjon

Równolegle do nadmorskiej promenady i Ha-Jarkon, przebiega ulica Ben Yehuda. Ulica powstawała stopniowo, wraz z rozwojem miasta. W latach 30. i 40. była to najważniejsza ulica handlowa w mieście. Osiedliło się przy niej wielu niemieckich imigrantów (nazywaną ją wówczas Straße). Budynki położone przy tej ulicy są wybudowane w stylu międzynarodowym. Pomiędzy ulicami HaYarkon i Ben Yehuda, w pobliżu mariny znajduje się park Eran Garden.

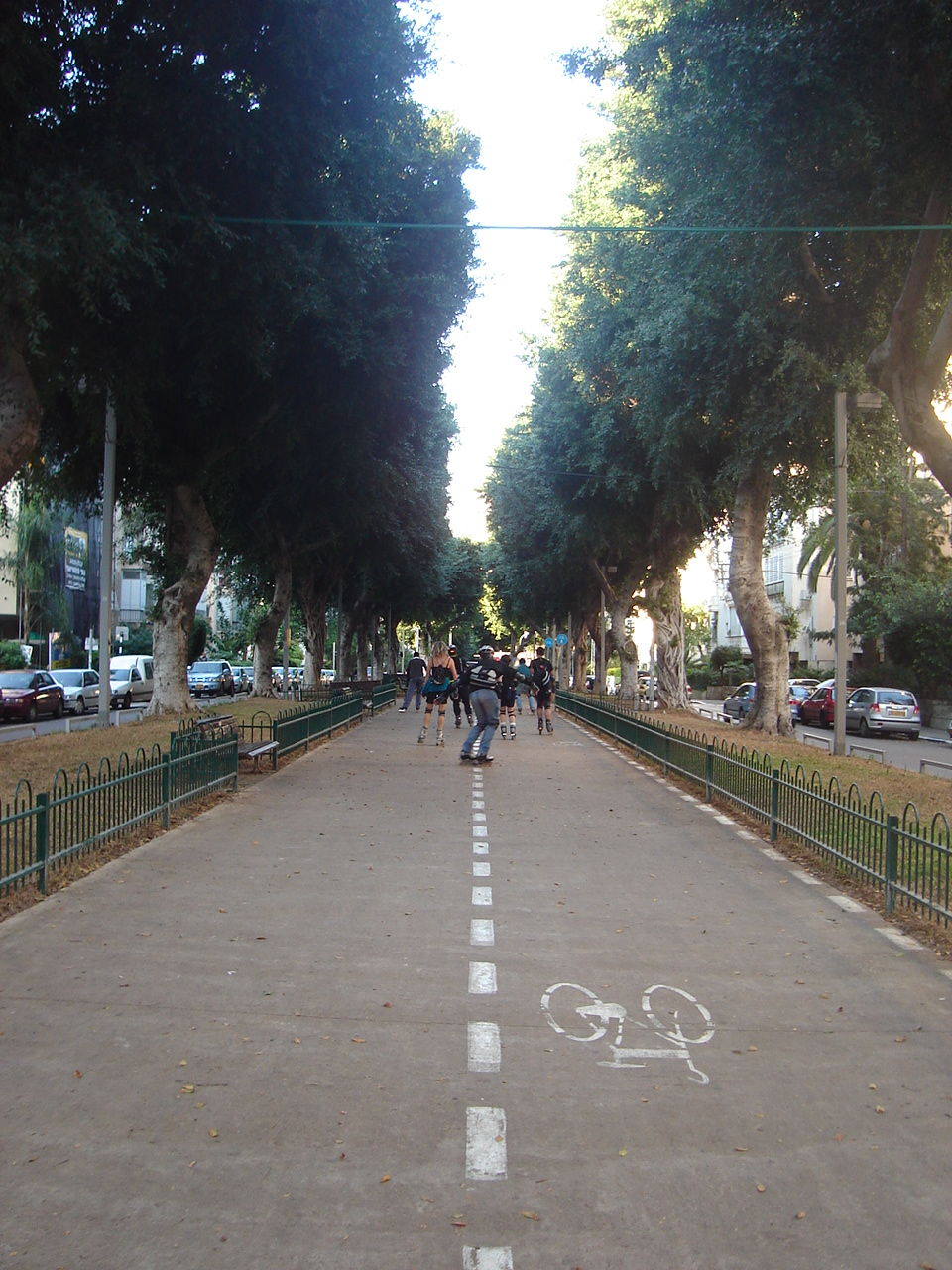
Bulwar Sederot Chen

Główną aleją jest ulica Dizengoffa. Od 1934 do końca lat 80. była to najważniejsza ulica w mieście, przy której koncentrowało się życie handlowe i artystyczne Tel Awiwu. Plac Dizengoff stanowi centrum architektonicznego zespołu miejskiego Białego Miasta. W pobliżu placu znajduje się biurowiec Clal House (wysokość 81 metrów). Natomiast ulica Dizengoffa za placem wykręca w kierunku wschodnim i przechodzi przez teren położonego po obu jej stronach wielkiego centrum handlowego Centrum Dizengoffa. W centrum wybudowano dwa wieżowce: we wschodniej części Dizengoff Tower (wysokość 93 metrów) i w zachodniej części Migdal Al. Ulica Dizengoffa krzyżuje się tutaj z tętniącą życiem handlowym ulicą King George, którą kierując się w kierunku północno-wschodnim dociera się do placu Masaryka. Plac Rabina jest połączony z placem Orkiestry przez bulwar Sederot Chen. Spełnia on rolę drogi rowerowej oraz zielonego obszaru rekreacyjnego położonego w samym centrum miasta.
Prostopadle do tych ulic biegną równoległe ulice, łączące centrum z nadbrzeżem i plażami. Pierwszą od północy jest ulica Gordona, w której zachodniej części znajduje się kilka galerii sztuki. Kolejną jest ulica Frishmana, nazwana tak na cześć pisarza Dawida Frischmanna. Ulica dociera do plaży o takiej samej nazwie.

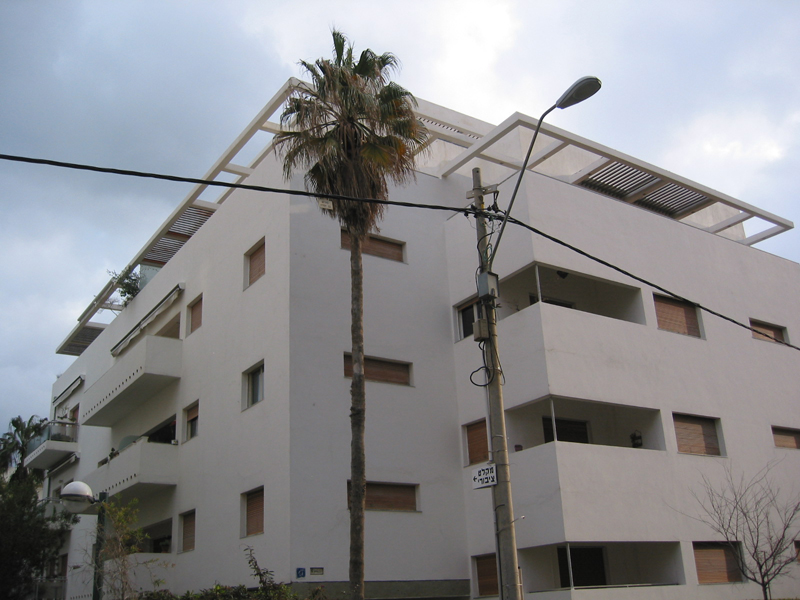
Odnowiony dom przy ulicy Gordona 9

W południowo-wschodnim krańcu osiedla znajdują się trzy parki: Karavan Garden, Tsemakh Garden i Ja’akow Garden.

### Zabytki
Zespół miejski Białego Miasta Tel Awiwu został umieszczony w 2003 na Liście światowego dziedzictwa UNESCO, jako największe na świecie skupisko budynków modernistycznych. Został on stworzony w latach 30. XX wieku przez pochodzących z Niemiec żydowskich architektów, którzy kształcili się na uczelni artystycznej Bauhaus (powstał w niej styl architektoniczny nazywany modernizmem). Niektórzy z tych architektów, w tym Arje Szaron, przyjechali do Palestyny i przystosowali poglądy modernizmu do lokalnych warunków, tworząc w Tel Awiwie największe na świecie skupisko budynków wybudowanych w tym stylu.

## Kultura

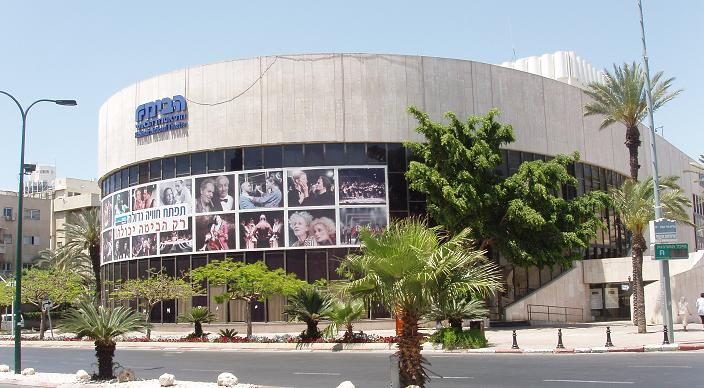
Teatr Narodowy Izraela – Habima

Najważniejszą instytucją kulturalną osiedla jest Izraelski Teatr Narodowy Habima, który został założony w 1918 w Moskwie i w 1931 przyjechał do Tel Awiwu. Teatr tworzy grupa 80 aktorów i 120 pracowników, którzy wystawiają do czterech sztuk dziennie. Tuż obok znajduje się największa scena koncertowa w mieście Audytorium Manna (Heichal Hatarbut), która ma widownię na 3 tys. osób. Jest to siedziba Filharmonii Izraela.
Na rogu ulic Dizengoffa i Frishmana znajduje się Teatr Beit Lessin, który w 1980 utworzyła centrala związkowa Histadrut. Wystawia on klasykę i dramat. Wcześniej, przed 2003 w budynku tym swoją siedzibę miał Teatr Cameri, który samego początku swojego istnienia w 1944 wystawiał sztuki wyłącznie w języku hebrajskim. Jego spektakle obejrzało już ponad 20 milionów widzów. Obecnie teatr jest w nowej siedzibie.

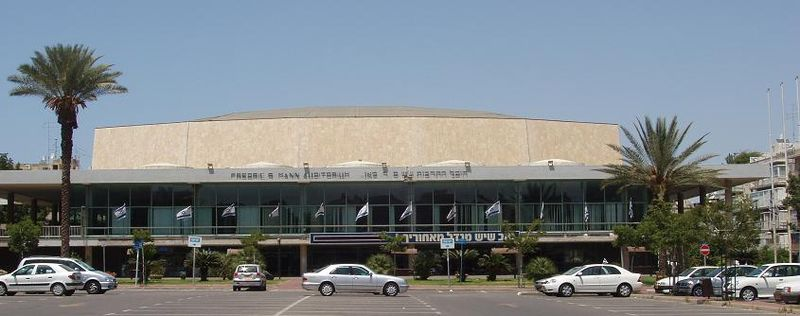
Audytorium Manna

Pawilon Sztuki Współczesnej Heleny Rubinstein pełni rolę galerii sztuki prezentującej osiągnięcia młodych talentów sztuki współczesnej. Pawilon jest oddziałem Muzeum Sztuki Tel Awiwu. W okolicy ulicy Gordona znajdują się galerie sztuki Galeria Gordon i Galeria Givon.
W osiedlu znajdują się liczne inne instytucje kulturalne, między innymi Beit Liessin in Diezengoff oraz Centrum Kultury Hiszpańskiej Servantes.
Centrum Bauhaus jest instytucją pełniącą rolę wydawnictwa i galerii sztuki na temat budownictwa w stylu międzynarodowym (znanym jako Bauhaus) w zespole miejskim Białego Miasta. Jest to prywatna firma, która współpracuje z instytucjami publicznymi, takimi jak władze miejskie i Komitet UNESCO do spraw Izraela.

## Edukacja i nauka
W osiedlu znajdują się szkoły Tel Nordau i Gavri'eli HaCarmel.

## Turystyka

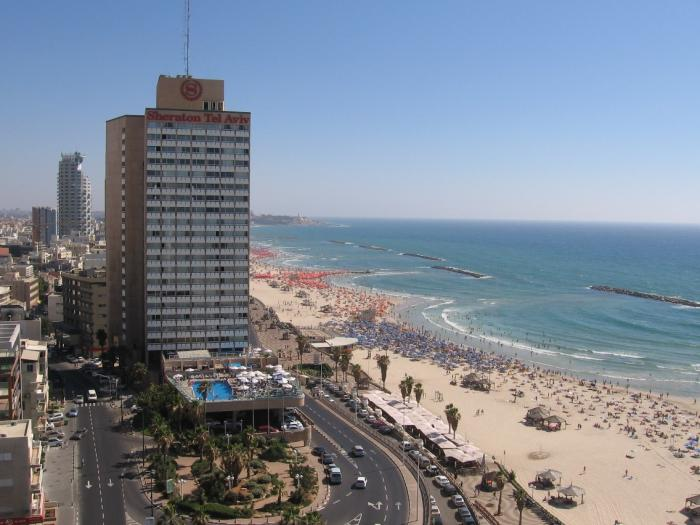
Widok na plażę Gordon i hotel Sheraton Tel Aviv

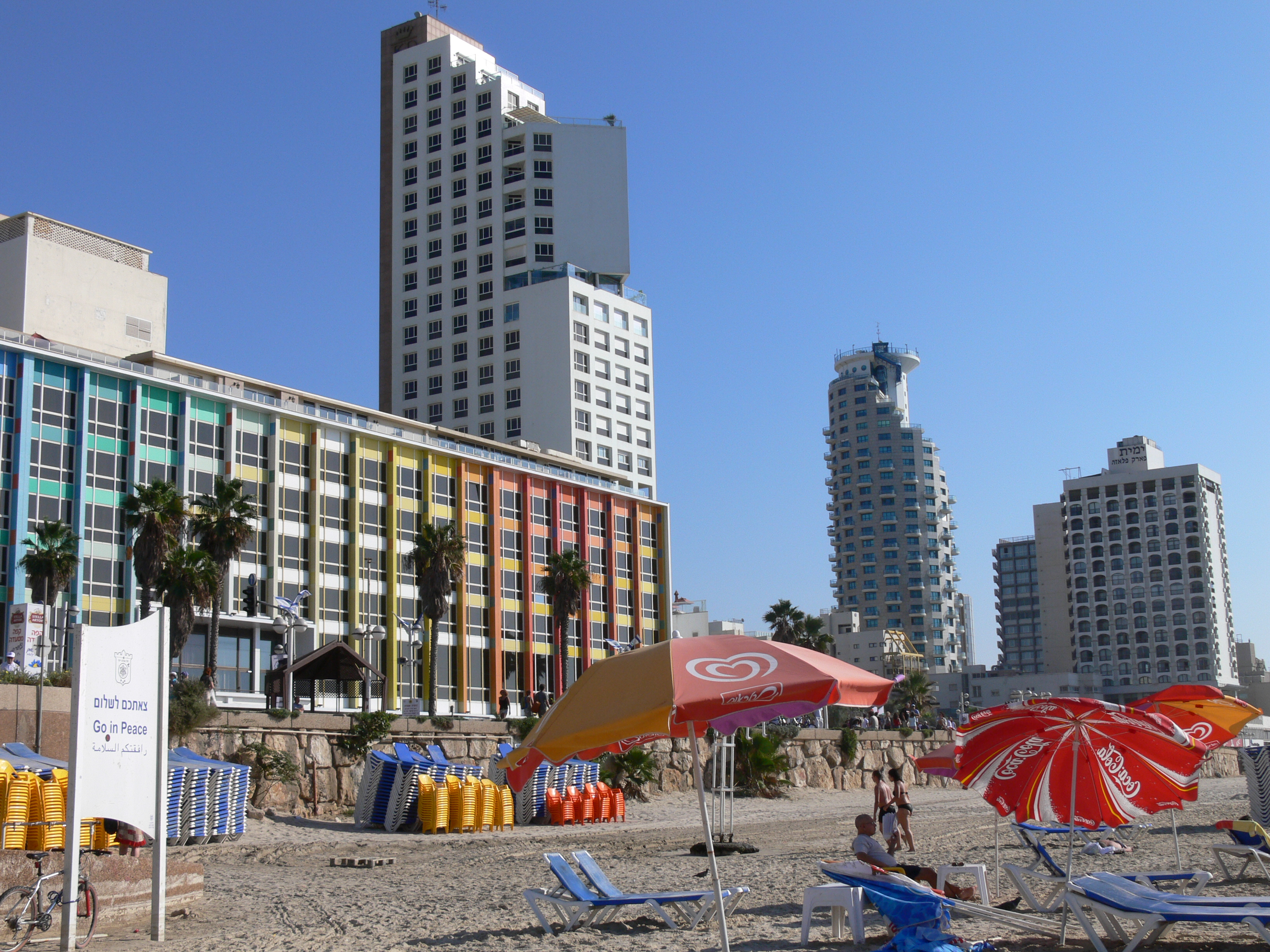
Widok na plażę i hotel Dan Tel Awiw Hotel

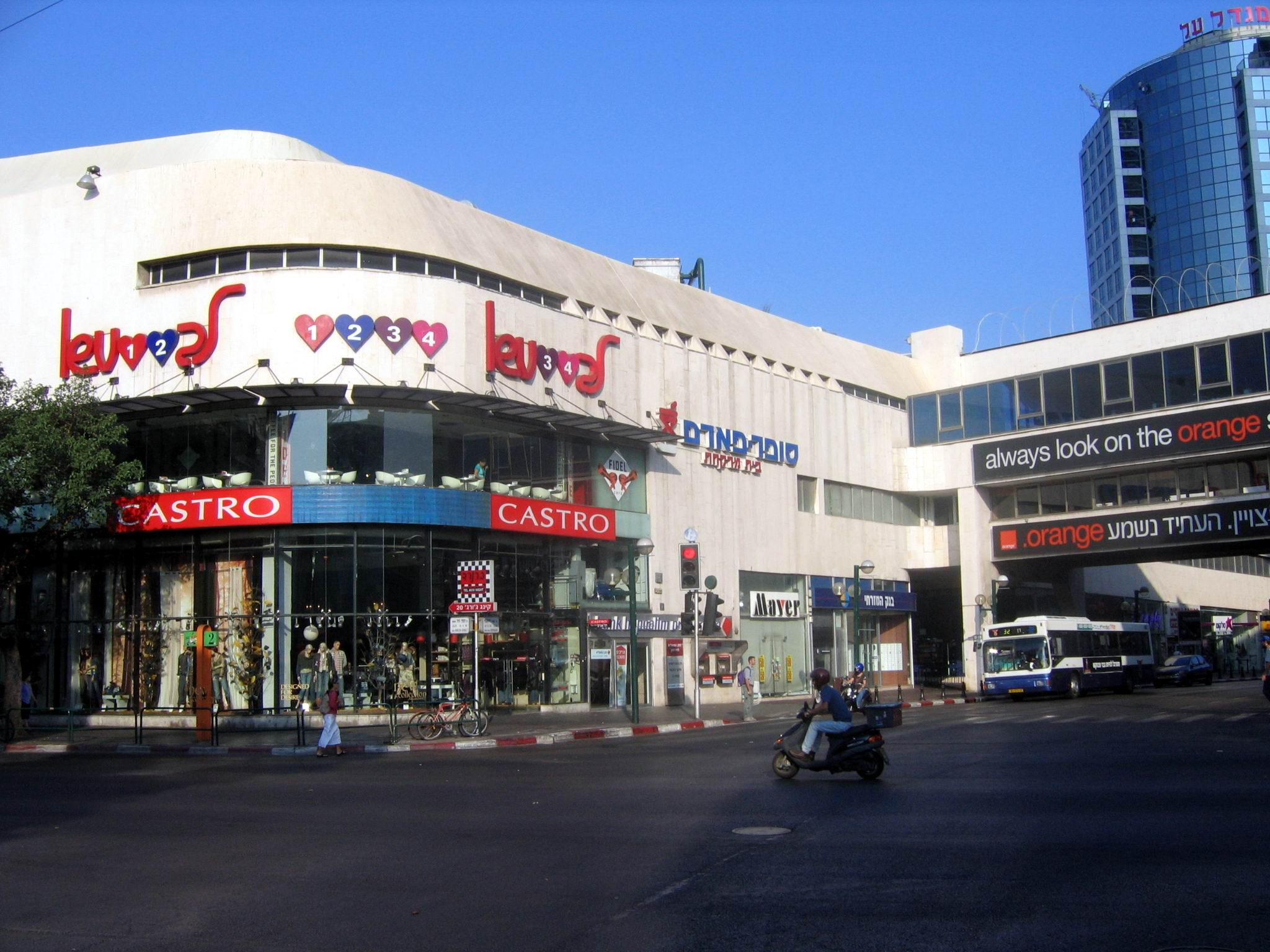
Centrum Dizengoffa

Największą atrakcją turystyczną Tel Awiwu są plaże z drobnym, białym piaskiem. To samo odnosi się do osiedla Stara Północ, które z racji swojego nadmorskiego położenia posiada szereg dobrze utrzymanych plaży. Patrząc od północy są to kolejno:
- Plaża Gordon (hebr. חוף גורדון) – położona na końcu ulicy Gordona, na południe od mariny. Wydobywany podczas budowy mariny piasek zrzucano właśnie na ten odcinek plaży, dzięki czemu jest ona wyjątkowo szeroka. Jest to jedna z najbardziej popularnych plaż miejskich, na której są uprawiane wszelkie sporty wodne.
- Plaża Frishman (hebr. חוף פרישמן) – położona na końcu ulicy Frishmana.

Równolegle do deptaku przebiega ulica HaYarkon, która jest turystycznym centrum Tel Awiwu. To tutaj mają swoje siedziby liczne firmy i towarzystwa obsługujące ruch turystyczny, a także wiele hoteli, biur linii lotniczych oraz liczne miejsca rozrywki. Do lat 80. było to miejsce znane z prostytucji. W pobliżu znajduje się marina w Tel Awiwie, za którą ciągną się luksusowe nadmorskie hotele. Południową granicę osiedla wyznacza tutaj Plac Londynu.
Następną ulicą równolegle biegnącą do wybrzeża, jest ulica Ben Yehuda. Straciła ona swój dawny wielkomiejski charakter i obecnie koncentruje się tutaj ruch turystyczny miasta. Bliskość hoteli i plaż powoduje, że swoje siedziby ma tutaj wiele towarzystw turystycznych, biur podróży i biur linii lotniczych. Pomiędzy nimi znajdują się liczne restauracje, kawiarnie, sklepy z pamiątkami oraz tanie hostele. Na placu Dizengoffa znajduje się osobliwa Fontanna Ognia i Wody, która zaprojektował Jacov Agam. Kilka razy dziennie nad obracającą się wielobarwną konstrukcją wytryskują w takt muzyki strumienie wody oraz słup ognia.

### Szlaki turystyczne
Przez osiedle przechodzi jeden ze szlaków turystycznych, tak zwanych Tras Pomarańczowych (hebr. Tapuz). Trasa nr 2 rozpoczyna się na ulicy szalom Aleikhem i prowadzi obok teatru Habima, Centrum Sztuk Scenicznych, Audytorium Manna, Muzeum Sztuki, Pomnika Ofiar Holocaustu oraz pomnika Icchaka Rabina na placu Rabina. Na pokonanie całości potrzeba około 2,5 godziny.
Położone w pobliżu placu Dizengoff Centrum Bauhaus organizuje dwa razy w tygodniu wycieczki z przewodnikiem, podczas których można poznać zabytki oraz architekturę Białego Miasta.

### Baza noclegowa
Przy nadmorskiej Ha-Jarkon znajdują się hotele: Leonardo Plaza Hotel Tel Awiw, Leonardo Hotel Basel Tel Awiw, Crowne Plaza, Renaissance Tel Aviv, Sheraton Tel Aviv i Dan Tel Awiw Hotel.
Przy placu Dizengoff znajdują się hotele: Cinema Hotel i Center Hotel, a przy ulicy Ben Yehuda jest Deborah Hotel.

## Religia
W bezpośrednim sąsiedztwie placu Dizengoffa znajduje się Centrum Kabały, zajmujące się działalnością religijną i edukacyjną na rzecz propagowania nauki Kabały.

## Gospodarka
Życie gospodarcze osiedla koncentruje się wokół turystyki, usług i handlu. Największym centrum handlowym jest Centrum Dizengoffa.

## Infrastruktura
Przy ulicy Diezengoff znajduje się posterunek policji. Urząd pocztowy jest przy ulicy Zamenhofa. Jest tu także około 11 aptek. W osiedlu znajdują się liczne centra handlowe.